# Tectaria balabacensis
Tectaria balabacensis là một loài thực vật có mạch trong họ Dryopteridaceae. Loài này được (H. Christ) M.G. Price miêu tả khoa học đầu tiên năm 1972.